# Darıyeri Bakacak, Kaynaşlı
Darıyeribakacak là một xã thuộc huyện Kaynaşlı, tỉnh Düzce, Thổ Nhĩ Kỳ. Dân số thời điểm năm 2010 là 384 người.